# Coiffaitiella benjamini
Coiffaitiella benjamini é uma espécie de insetos coleópteros polífagos pertencente à família Raymondionymidae.
A autoridade científica da espécie é Marquet, tendo sido descrita no ano de 1875.
Trata-se de uma espécie presente no território português.